# Завичајно удружење књижевних стваралаца Шапца
Завичајно удружење књижевних стваралаца Шапца је основано крајем децембра 2002. године. Има 70 чланова који су објавили преко 300 наслова поезије и прозе. Сам ЗУКС је издавач 16 књига, чији су аутори његови чланови. Издаје часопис за књижевност и културу "Испод дуге", који од 2002. године излази тромесечно. Нема стално запослених радника -  већина послова обавља се волонтерски.